# 勝倉けい子
勝倉 けい子（かつくら けいこ、1949年6月30日 - ）は、日本の女性俳優、声優。東京都出身。プロダクション・タンク所属。

## 出演作品

### 映画
- イシノオト
- 待合室（2006年） - 夏井キヌ 役
- 私は貝になりたい

### テレビドラマ
- 1リットルの涙（2005年）
- 危険な関係（2005年）
- アテンションプリーズ（2007年） - 乗客
- Tomorrow〜陽はまたのぼる〜（2008年） - 遠藤恵子 役
- マルモのおきて（2011年） - 泉雅子 役
- 刑事シュート しゅうと&ムコの事件日誌4（2013年） - 家政婦
- 孤独のグルメ Season3 第11話（2013年） - 蔵 お母さん 役
- SMOKING GUN〜決定的証拠〜（2014年） - 森脇園長 役
- キャリア～掟破りの警察署長～（2016年） - 振り込め詐欺被害者
- ハケン占い師アタル（2019年） - 女性
- あなたの番です（2019年） - 近所のおばあさん
- 監察医 朝顔（2019年） - おばあさん
- 日本ボロ宿紀行（2019年） - 山本和子 役
- リカ（2019年） - 仲代の妻
- SUITS/スーツ（2020年） - おばあさん
- 私たちはどうかしている（2020年） - 家政婦
- DOCTORS〜最強の名医〜 新春SP（2021年） - 花村かつ江 役
- 知ってるワイフ 第1話・第2話・最終話（2021年1月7日・14日・3月18日） - 老婦人
- イチケイのカラス（2021年、フジテレビ）
- 警視庁ひきこもり係（2021年8月5日、テレビ朝日） - 家藤久子（時子の母） 役
- ＃家族募集します（2021年、TBS） - 銀治の妻 役
- 和田家の男たち 第3話（2021年11月5日、テレビ朝日）
- 言霊荘 第7話 - （2021年11月20日、テレビ朝日） - 不動産屋 役
- 鹿楓堂よついろ日和（2022年） - 天神サエ 役
- 刑事7人 Season8（2022年） - 田代絹子 役
- 祈りのカルテ（2022年） - 岸本八重子 役

### テレビアニメ
- 夏目友人帳 伍（祓い屋の老婆）
- 遊☆戯☆王ZEXAL（小鳥の祖母）

### 劇場アニメ
- 星を追う子ども（長老）[2]

### ラジオ
- NHKFMシアター
  - 新宿百太郎の伝説
  - 昭和八十年のラヂオ少年

### 吹き替え
- WITHOUT A TRACE/FBI 失踪者を追え!（アイリス）
- プリンセスダイアナ
- マイティ・ハート/愛と絆
- ギルモア・ガールズ
- アントラージュ オレたちのハリウッド
- ゴースト 〜天国からのささやき
- アンリデュナン物語
- ER緊急救命室
  - シーズン13 #9（レジナ・ハンター〈フィリス・フラックス〉）
  - シーズン15 #22（ベバリー〈ジャネット・ミラー〉）
- ミディアム 霊能者アリソン・デュボア
- ヤング@ハート
- グレイズ・アナトミー
- ダークエイジ・ロマン 大聖堂
- 弁護士イーライのふしぎな日常
- 名探偵ポワロ オリエント急行の殺人（ナタリア・ドラゴミノフ公爵夫人〈アイリーン・アトキンス〉）
- プライベート・プラクティス4
- ボディ・オブ・プルーフ2 死体の証言
- テヘラン　(マルジャン〈グレン・クローズ〉)

### ボイスオーバー
- 古代をめぐる冒険

### 舞台
- コーカサスの白墨の輪
- 東海道四谷怪談
- シベールの日曜日
- 汝等青少年学徒
- ゴヤ
- 遁走譜
- トスキナア
- 雁の帰る時
- ふ・た・り
- 夢深くして尽きず
- おたふく物語
- 空飛ぶ家族
- 十二月
- バンビ
- 冬の女神
- 森は生きている
- 二人のイーダ
- 大泥棒ホッツェンプロッツ
- おにの捨六
- さよならバッキンガム
- エディ・セズ・オキドキ
- ガラスの動物園
- 人形の家
- 小林八雲・へるんさんの熊本
- 王様と私たち
- スカーバラのかもめ
- 一人芝居
  - アダルトチャイルド
- ミュージカル
  - 山彦物語
  - 水走る
- バイリンガル芝居
  - 菊と薔薇〜英国公使夫人の見た明治日本〜
  - 女と靴下〜占領下の友情物語〜

### VP
- 小学校に英語がやってきた